# Casa Cogollo
| Imagem: Cidade de Vicenza e Villas de Palladio no Véneto | A Casa Cogollo está incluída no sítio "Cidade de Vicenza e Villas de Palladio no Véneto", Património Mundial da UNESCO. |  |

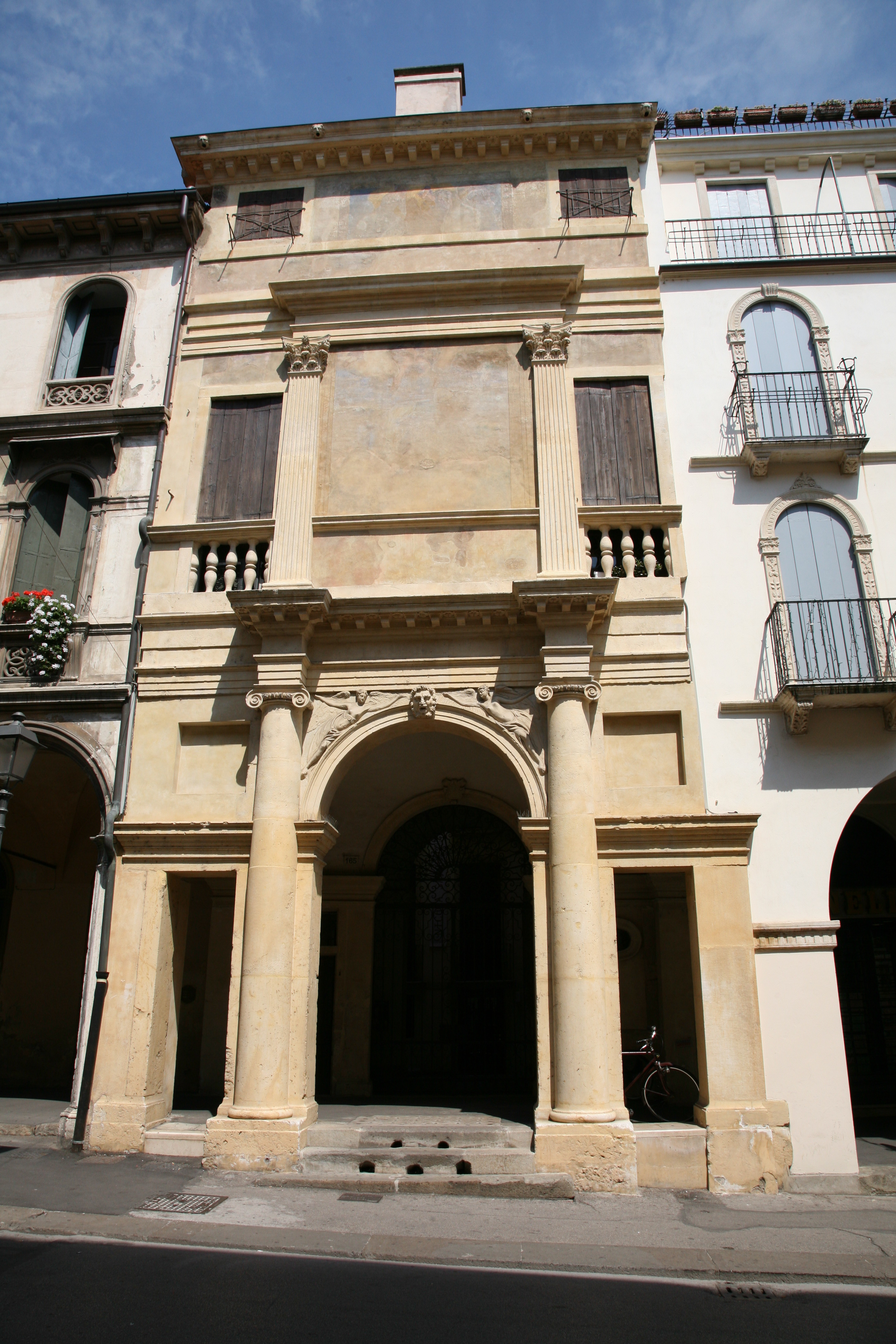
Fachada da Casa Cogollo.

A Casa Cogollo é um palácio de 1559 situado no Corso Palladio em Vicenza e atribuido ao arquitecto Andrea Palladio. Está classificada pela UNESCO como Património da Humanidade, inserida no sítio Cidade de Vicenza e Villas de Palladio no Véneto, juntamente com as outras obras arquitectónicas de Palladio no Véneto.

## História e arquitectura

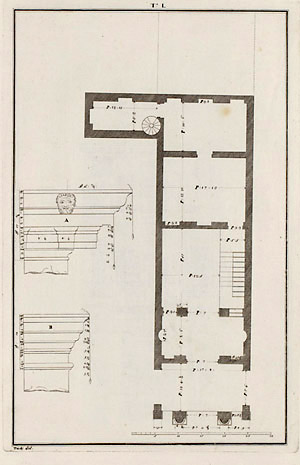
Planta da Casa Cogollo, por Ottavio Bertotti Scamozzi, 1776.

Conhecido como Casa del Palladio, na realidade o edifício não tem nada a ver com a habitação do mestre vicentino: foram sobretudo as suas dimensões, contidas em relação à ênfase monumental dos outros palácios palladianos, o que conduziu a um equívoco aqueles que procuravam na cidade um sinal visível do domicílio do arquitecto.
Na realidade, a reestruturação da fachada da sua própria casa quatrocentista é imposta pelo Maggior Consiglio (conselho municipal) ao notário Pietro Cogollo como contributo na "decoração da cidade", vincolada à aceitação positiva do seu pedido para conseguir a cidadania vicentina, com um investimento económico na obra não inferior a 250 ducados. Na falta de documentos e desenhos autografado, a atribuição Palladio da elegantíssima fachada divide até agora os estudiosos, mas a inteligência da solução arquitectónica proposta, assim como o desenho de todos os detalhes, dificilmente podem ser referidos a outros.
As restrições impostas por um espaço estreito e pela impossibilidade de abrir janelas ao centro do andar nobre (piano nobile) pela presença duma lareira (e respectivo canal de fumo) levaram Palladio a pôr a ênfase no eixo da fachada, realizando uma estrutura constituida, no piso térreo, por um arco flanqueado por semicolunas e, no piso superior, por uma espécie de tabernáculo que emoldurava um afresco de Giovanni Antonio Fasolo. No piso térreo, a arcada é flanqueada por dois vãos rectangulares que dão luz e facilitam o acesso ao pórtico, compondo uma espécie de serliana, como já se fizera na Basilica Palladiana. O resultado é uma composição de grande força monumental e expressiva, apesar da simplicidade dos meios à disposição.

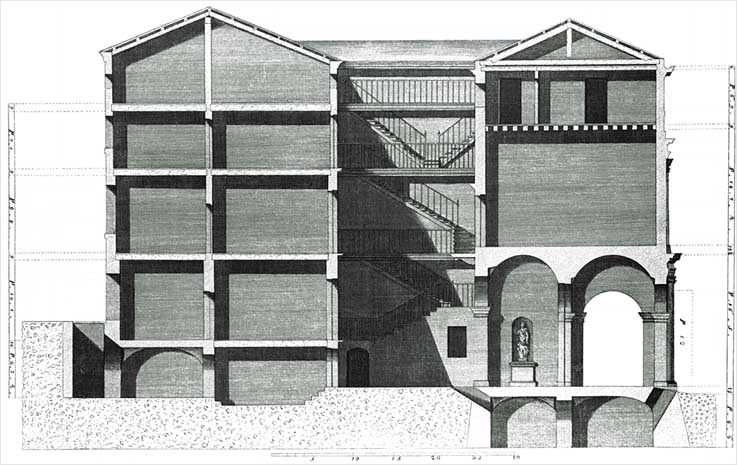
Secção da Casa Cogollo, por Ottavio Bertotti Scamozzi, 1776.